# ICC Thang Long Global Center
ICC Thang Long Global Center (также известен как Shenglong Global Center) — сверхвысокий небоскрёб, расположенный в деловом центре китайского города Фучжоу (провинция Фуцзянь). Построен в 2019 году в стиле модернизма, на начало 2020 года являлся самым высоким зданием города, 88-м по высоте зданием Китая, 105-м — Азии и 175-м — мира. 300-метровая офисная башня ICC Thang Long Global Center имеет 57 наземных этажей.  